# Вероника промежуточная
Веро́ника промежу́точная (лат. Veronica intercedens) — однолетнее травянистое растение, вид рода Вероника (Veronica) семейства Подорожниковые (Plantaginaceae).

## Распространение и экология
Территория бывшего СССР: Нахичеванская Республика (долина Аракса), Копетдаг, Памиро-Алай, Тянь-Шань (отсутствует в центральной и прикашгарской частях Тянь-Шаня и на Восточном Памире), Джунгарский Алатау; Азия: Иран, Афганистан.
Произрастает на каменистых и мелкозёмистых склонах и скалах, в кустарниках, на высоте до 2500 м над уровнем моря.

## Ботаническое описание
Корни тонкие. Стебли прямостоячие, заканчиваются более менее многоцветковым соцветием.
Стеблевые листья линейные или линейно-ланцетные, по четыре в мутовке или по две пары расположены при основании соцветия, иногда только супротивные, суженные к основанию, с наибольшей шириной в верхней части, цельнокрайные или неясно редкозубчатые, на коротких черешках. Прицветные листья — ланцетные, цельнокрайные.
Цветоножки равны или несколько длиннее чашечки, дуговидно вниз изогнутые; доли чашечки часто до половины попарно сросшиеся, расходящиеся в стороны, широкояйцевидные, заострённые, цельнокрайные или коротко ресничатые, по краю с 3—4 ясными жилками.
Коробочка шириной около 5 мм, длиной 4 мм, скудно железистая, с глубокой выемкой, с тупыми яйцевидными, лопастями. Семена округлые или яйцевидные, глубоко вогнутые, бокальчатые, длиной 1—2 мм, шириной 0,75—1,5 мм, с выпуклой стороны очень мелко волнистые, лимонного цвета.

## Таксономия
Вид Вероника промежуточная входит в род Вероника (Veronica) семейства Подорожниковые (Plantaginaceae) порядка Ясноткоцветные (Lamiales).
|  |                                      |  |                                                             |                                                             |                          |  | ещё 21 семейство (согласно Системе APG II) | ещё 21 семейство (согласно Системе APG II) |                            |  |  |  | ещё от 300 до 500 видов |
|  |                                      |  |                                                             |                                                             |                          |  | ещё 21 семейство (согласно Системе APG II) | ещё 21 семейство (согласно Системе APG II) |                            |  |  |  | ещё от 300 до 500 видов |
|  |                                      |  |                                                             | порядок Ясноткоцветные                                      |                          |  |                                            |                                            | род Вероника               |  |  |  |                         |
|  |                                      |  |                                                             | порядок Ясноткоцветные                                      |                          |  |                                            |                                            | род Вероника               |  |  |  |                         |
|  | отдел Цветковые, или Покрытосеменные |  |                                                             |                                                             | семейство Подорожниковые |  |                                            |                                            | вид Вероника промежуточная |  |  |  |                         |
|  | отдел Цветковые, или Покрытосеменные |  |                                                             |                                                             | семейство Подорожниковые |  |                                            |                                            |                            |  |  |  |                         |
|  |                                      |  | ещё 44 порядка цветковых растений (согласно Системе APG II) | ещё 44 порядка цветковых растений (согласно Системе APG II) |                          |  |                                            | ещё 90 родов                               | ещё 90 родов               |  |  |  |                         |
|  |                                      |  |                                                             | ещё 44 порядка цветковых растений (согласно Системе APG II) |                          |  |                                            |                                            | ещё 90 родов               |  |  |  |                         |